# Jacques Hérissay
Jacques Hérissay, né à Évreux le 17 juillet 1882 et mort le 2 mars 1969 à Montmorency, est un écrivain et historien français, spécialiste de l'époque de la Révolution française.

## Biographie
Docteur en droit avec une thèse qu'il soutient le mercredi 28 avril 1909 dont le sujet est Législation et police des spectacles pendant la Révolution, 1789-1800, il se fait connaître par de nombreux articles sur la Révolution française et par des ouvrages sur le sujet.
Il fut président de l'Association (alors Syndicat) des écrivains catholiques de langue française de 1936 à 1964 ainsi que de l'Institut historique de France (1938-1944). À la tête de l'association des écrivains catholiques, il organise en 1938 la première vente des écrivains catholiques dans les salons du Figaro. En 1939, l'association compte 204 membres. Hérissay en devient président d’honneur en 1964.
En 1927, il reçoit le prix Montyon pour Les Pontons de Rochefort et en 1953, Jacques Hérissay est récompensé du Grand prix Gobert de l'Académie française pour son ouvrage La Vie religieuse à Paris. L'Académie française lui remet aussi en 1964 le prix Georges-Dupau pour l'ensemble de son œuvre.

## Publications
- Un Girondin, François Buzot député de l'Eure à l'Assemblée constituante et à la Convention, 1760-1794, Perrin, 1907.
- Législation et police des spectacles pendant la Révolution, 1789-1800, thèse, Henri Jouve, 1909.
- Le Monde des théâtres pendant la Révolution 1789-1800, d'après des documents inédits, Perrin, 1922.
- Les Prêtres pendant la Terreur. Les Pontons de Rochefort, 1792-1795, Perrin, 1925.
- La vie ébroïcienne pendant la révolution 1789-1800, C. Hérissey, 1928.
- L'assassinat de Le Pelletier de Saint-Fargeau, Émile-Paul frères, 1934.
- Le Mont-Valérien, Perrin, 1934, prix Thérouanne.
- Les Massacres de Meaux, Perrin, 1935.
- Scènes et Tableaux du règne de Louis XV, Gautier-Languereau, 1936.
- M. Cormaux, saint de Bretagne, Bloud et Gay, 1937.
- Les Pontons de Rochefort, 1794, Perrin, 1937.
- Fille de France et de Pologne, Alsatia, 1939.
- Quelques belles légendes de nos Saints de France, Bonne presse, 1943.
- Hors la loi sous la Terreur, Éditions de Fontenelle, 1946.
- Les journées de septembre 1792, Bonne presse, 1946.
- Charles Du Bos, l'accueil de la Lumière, Foyer Notre-Dame, Bruxelles, 1952.
- La vie religieuse à Paris sous la Terreur 1792-1794, Robert Laffont, 1952.
- Les aumôniers de la guillotine, Bloud et Gay, 1935 puis Fayard, 1954.
- La Vallée d'Eure, Société normande du livre illustré, 1956.
- Cet excellent M. Danton, Fayard, 1960.